# كريستيان مالديني
كريستيان مالديني (بالإيطالية: Christian Maldini)‏ (مواليد 14 يونيو 1996) هو لاعب كرة قدم إيطالي يلعب بمركز الدفاع مع نادي فوندي. وهو من عائلة كروية بامتياز حيث يكون أبيه أسطورة ميلان وإيطاليا باولو مالديني، وجده تشيزاري مالديني.

## مسيرته الإحترافية

### النشأة
بدأ مالديني حياته المهنية في إيه سي ميلان بريميفيرا ولكن لم تتم ترقيته إلى الفريق الأول. في عام 2014، قضى نصف الموسم على سبيل الإعارة مع بريشيا، لكنه لم يلعب أي مباراة. تكريما لجده الراحل، تشيزاري، تم تعيين مالديني ككابتن لبريميفيرا لمباراة ودية ضد نوفارا في أبريل 2016.
في يوليو 2016، غادر مالديني ميلان لريجيانا، ثم أُعير إلى هامرون سبارتانز.

#### الإعارة إلى هامرون سبارتانز
في 18 سبتمبر 2016، لعب مالديني أول مباراة له مع هامرون سبارتانز في الدوري المالطي الممتاز، ولعب كأساسي في المباراة التي أنتهت بفوز فريقه بنتيجة 3-1 ضد سانت اندروز.
في 15 أكتوبر 2016، ارتكب مالديني أخطاء دفاعية أدت إلى جميع الأهداف، بما فيبها هدف ذاتي، في المباراة التي هُزم فيها فريقه بنتيجة 0-3 ضد سلايما واندريرز.

### برو سيستو
في 23 يناير 2017، انتهت إعارة مالديني من هامرون سبارتانز وبيع عقده من ريجيانا لينضم إلى برو سيستو.

## روابط إضافية
- كريستيان مالديني على موقع قاعدة بيانات كرة القدم.إي يو (الإنجليزية)
- كريستيان مالديني على موقع Soccerway.com (الإنجليزية)
- كريستيان مالديني على موقع عالم كرة القدم.نت (الإنجليزية)